# Natação no Campeonato Mundial de Esportes Aquáticos de 2009 - 5 km masculino
A prova de 5 quilômetros masculino da maratona aquática no Campeonato Mundial de Esportes Aquáticos de 2009 foi realizada no dia 21 de julho na praia de Óstia, nos arredores de Roma.

## Medalhistas
| Ouro              | Prata                     | Bronze        |
| Thomas Lurz (GER) | Spyridon Gianniotis (GRE) | Chad Ho (RSA) |

## Resultados
Estes foram os resultados da prova:
| Pos.              | Atleta                    | País                | Tempo     |
| ----------------- | ------------------------- | ------------------- | --------- |
| Medalha de ouro   | Thomas Lurz               | Alemanha            | 56:26.9   |
| Medalha de prata  | Spyridon Gianniotis       | Grécia              | 56:27.2   |
| Medalha de bronze | Chad Ho                   | África do Sul       | 56:41.9   |
| 4                 | Luce Ferretti             | Itália              | 56:44.3   |
| 5                 | Andrew Gemmell            | Estados Unidos      | 56:44.9   |
| 6                 | Loic Branda               | França              | 56:47.0   |
| 7                 | Francis Crippen           | Estados Unidos      | 56:47.1   |
| 8                 | Diego Nogueira Montero    | Espanha             | 56:47.2   |
| 9                 | Simone Ruffini            | Itália              | 56:47.3   |
| 10                | Francisco Jose Heravas    | Espanha             | 56:47.9   |
| 10                | Vladimir Dyatchin         | Rússia              | 56:47.9   |
| 12                | Evgeny Drattsev           | Rússia              | 56:48.5   |
| 13                | Andrew Beato              | Austrália           | 56:52.4   |
| 14                | Rodrigo Elorza            | México              | 56:55.3   |
| 15                | Csaba Gercsak             | Hungria             | 57:07.1   |
| 16                | Trent Grimsey             | Austrália           | 57:07.2   |
| 17                | Jan Posmourny             | Chéquia             | 57:07.8   |
| 18                | Julien Sauvage            | França              | 57:09.6   |
| 19                | Luiz Lima                 | Brasil              | 57:11.1   |
| 20                | Jakub Fichtl              | Chéquia             | 57:21.1   |
| 21                | Jan Wolfgarten            | Alemanha            | 57:31.7   |
| 22                | David Creel               | Canadá              | 57:37.1   |
| 23                | Konstiantyn Ukradyga      | Ucrânia             | 57:48.8   |
| 24                | Richard Charlesworth      | Reino Unido         | 57:57.4   |
| 25                | Igor Snitko               | Ucrânia             | 57:58.1   |
| 26                | Luis Rogério Arapiraca    | Brasil              | 58:04.9   |
| 27                | Daniel Viegas             | Portugal            | 58:05.0   |
| 28                | Daniel Delgadillo         | México              | 58:17.7   |
| 29                | Kurt Niehaus              | Costa Rica          | 58:17.8   |
| 30                | Esteban Enderica          | Equador             | 58:17.9   |
| 31                | Gergely Gyurta            | Hungria             | 58:20.8   |
| 32                | Daniel Marais             | África do Sul       | 58:21.9   |
| 33                | Alfie Howes               | Reino Unido         | 59:36.8   |
| 34                | Ivan Enderica             | Equador             | 59:40.1   |
| 35                | Yvan Hernandez            | Venezuela           | 1:01:53.9 |
| 36                | Angel Moreira             | Venezuela           | 1:01:57.1 |
| 37                | Thomas Vachan             | Eslováquia          | 1:02:06.8 |
| 38                | Juan Prem Biere           | Guatemala           | 1:07:45.3 |
| 39                | Mohammed Jassim Alghareeb | Arábia Saudita      | 1:07:49.8 |
|                   | Orel Jeffrey              | Antilhas Holandesas | OTL       |
|                   | Kareem Valentine          | Antilhas Holandesas | OTL       |

- OTL: acima do tempo limite (Out of Time Limit)